# Pau amarelo

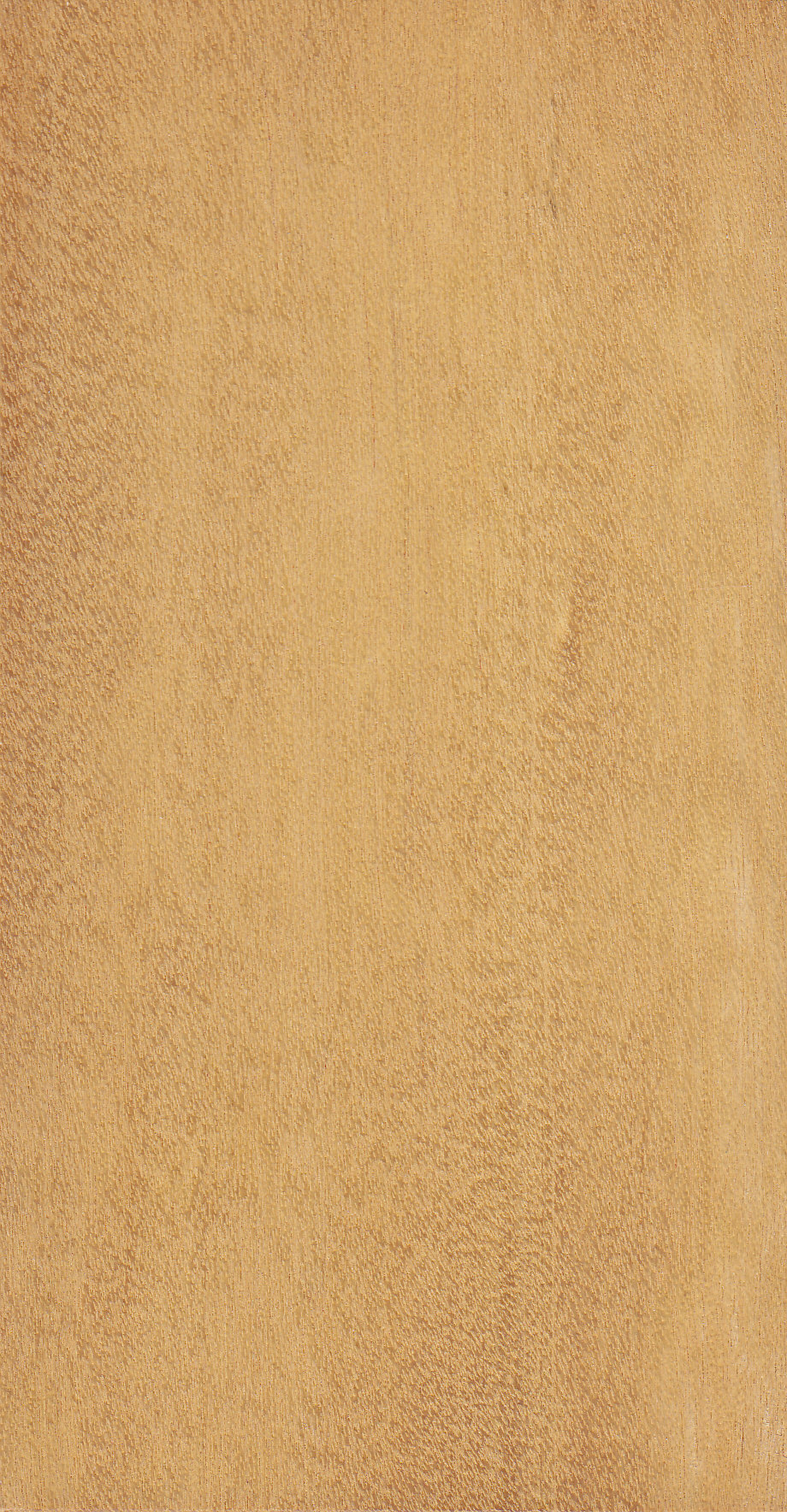

Pau amarelo is een houtsoort, afkomstig van Euxylophora paraensis (familie Rutaceae), die voorkomt in Brazilië. 
Het hout is rechtdradig of tegendradig; kernhout met een satijngele kleur en spinthout met een geelachtig witte kleur. Hoewel het hout heel duurzaam is wordt het bijna uitsluitend voor binnentoepassingen gebruikt zoals intensief belopen parket, meubels, trappen, draaiwerk en fineer.